# Trần Ngọc Tam
Trần Ngọc Tam (sinh năm 1965) là một chính khách người Việt Nam. Ông từng là Phó Bí thư Tỉnh ủy, Chủ tịch Ủy ban nhân dân tỉnh Bến Tre.

## Tiểu sử
Ông Trần Ngọc Tam sinh ngày 15-5-1965, quê quán xã An Phú Trung, huyện Ba Tri, tỉnh Bến Tre. Ông Tam có trình độ trình độ chuyên môn: Cử nhân Triết học, Cử nhân Luật, Chuyên viên cao cấp Quản lý Nhà nước; Cao cấp lý luận chính trị.
Trong quá trình công tác, ông Trần Ngọc Tam từng trải qua các chức vụ Giám đốc Sở VHTT&DL, Phó Chủ tịch UBND tỉnh, Phó Bí thư thường trực Tỉnh ủy. Mới đây, tại Hội nghị lần thứ nhất Ban chấp hành Đảng bộ tỉnh Bến Tre lần thứ XI, nhiệm kỳ 2020-2025, ông Tam được bầu làm Phó Bí thư Tỉnh ủy.
Ngày 19 tháng 8 năm 2013, ông được HĐND tỉnh Bến Tre bầu giữ chức Phó Chủ tịch Ủy ban nhân dân tỉnh Bến Tre.
Ngày 13 tháng 10 năm 2015, trong đại hội đảng bộ tỉnh Bến Tre lần thứ X, ông được bầu làm Phó Bí thư Tỉnh ủy Bến Tre.
Ngày 31 tháng 10 năm 2020, ông được hội đồng nhân dân tỉnh Bến Tre bầu giữ chức Chủ tịch Ủy ban nhân dân tỉnh Bến Tre.